# Tanyproctus cariensis
Tanyproctus cariensis är en skalbaggsart som beskrevs av Rudolph Petrovitz 1971. Tanyproctus cariensis ingår i släktet Tanyproctus och familjen Melolonthidae. Inga underarter finns listade i Catalogue of Life.